# Stepan Oshchepkov
Stepan Oshchepkov (em russo:  Степан Михайлович Ощепков, Vladivostok, 9 de janeiro de 1934 — Vladivostok, 3 de janeiro de 2012) foi um velocista russo na modalidade de canoagem.
Foi vencedor da medalha de Ouro em C-2 1000 m em Tóquio 1964 junto com o seu companheiro de equipe Andrei Khimich.